# バイオダイナミック農法
バイオダイナミック農法（バイオダイナミックほうほう、独：Biologisch-dynamische Landwirtschaft、ビオダイナミック、ビオディナミ、バイオロジカルダイナミック農業、BD農法、生命力動農法、シュタイナー農法とも）とは、人智学のルドルフ・シュタイナーによって提唱された有機農法・自然農法の一種で、循環型農業である。

## 概要
ドイツやスイスで普及しており、人智学運動の一角を担っている。通常の有機農業と異なり、生産物が有機的であることだけでなく、生産システムそのものが生命体（organic）であることが意識される。「理想的な農場はそれ自身で完成した個体である」というシュタイナーの思想に基づき、外部から肥料を施すことを良しとせず、理想的には農場が生態系として閉鎖系であることを目指す。これは、当時成立しつつあった生態学や社会学の有機体論との関係が指摘されている。神智主義の有機栽培実践家に有機栽培の神智学的な基礎付けを求められたルドルフ・シュタイナーが、亡くなる前年の1924年ドイツのコーバーヴィッツで行った8回に及ぶ講演、通称「コーバーヴィッツ農業講座」に基づいており、神智学または人智学を根拠にするとされる。元来ドイツで伝統的に行われていた農法を神智学的に再解釈して作られたと理解されているが、その際に、伝統的には効率や有効性を根拠に理解されてきた事柄が、シュタイナーの農業への幻想により希釈されたり、場合によってはそれは機械化の否定として現れているという。
シュタイナー自身がバイオダイナミック農法を実践していた証拠はない。農業経済学者の藤原辰史は、バイオダイナミック農法の名付け親の一人エルンスト・シュテーゲマンが1922年から化学肥料を用いない農法を試していることから、シュタイナーが農法を発明したと言うより、シュテーゲマンらが行なっていた農法に対して理論を構築したのではないかと考察している。
バイオダイナミック農法は、鉱物製肥料の使用を中心としたそれまでの農法を否定し、土壌と植物、動物の相互作用だけでなく、宇宙の力を土壌に呼び込み、様々な天体の作用を農作物の生育に生かすことを目指す。太陰暦・占星術に基づいた「農業暦」にしたがって種まきや収穫、調合剤の攪拌などを行い、また牛の角や水晶粉などの特殊な物質を利用する。ホメオパシー療法のような物質を、満月など定められた時刻に土壌へ加えることで、土壌の改良を目指す。そのため限界があり、微量元素の少ない土壌、またはpHが高いなどの理由で植物が利用可能な微量元素に乏しい土壌には適さない。
シュタイナーの農法では効率はほとんど重視されず、経済効率を超越しており（この点が経営を成り立たせる側にとって大きな欠陥となっている）、「手作業」の優越性や娯楽の問題として判断がなされ、超自然的作用だけでなく、農民の具体的な「手触り」が重視されている。シュタイナーは「動物は人間より賢い」と断言し、現在も動物との共生が重視される。農地という空間、有機体において人間を一つの構成要素に過ぎないものと考え、作物以外の植物の有効性を認め、家畜以外の動物の有効性を認め、農地を再構成しようとした。それは、農地の空間と人間に対する制限を前提とするものであった。シュタイナーの農法には、既存の自然と人間の関係、農業における「人間中心主義」を変革する可能性があり、同時に閉鎖性と排他性を抱えていた。
ナチス時代、生産量の低さからバイオダイナミック農法は公的には禁止されたが、ハインリヒ・ヒムラーやリヒャルト・ヴァルター・ダレなどナチスの支持者によって実質的に研究や実践が続けられ、それは強制収容所にも及んだ。
バイオダイナミック農法は、欧米の提携運動の一種で、特定の範囲の地域の中で農業生産者と消費者が会を作り長期間にわたって食料品の供給・購入を直接行う「コミュニティー・サポーテッド・アグリカルチャー」（CSA、地域が支える農業）として、スイスやドイツで行われ、近年アメリカやイギリスにも広まった。実践には非常な大きな労力が必要であるが、困難さの度合いは、ドイツの伝統に由来するこの農法が、実践される気候風土に適しているかどうかによっても大きく異なる。日本は農法の実践はほとんどないが、超自然的世界観や魔術的側面が肯定的にとらえられたり、ロハスな商品と認識され、一部で商品が流行している。一方、ドイツの最大手週刊誌「デア・シュピーゲル」が2006年に「シュタイナーの突飛な思いつきの一つ」と紹介し「疑似科学信仰システム」と呼んでいるなど、魔術的思考に基づく疑似科学であるという批判もある。この農法が通常の有機農法に比べてより有効であることは証明されていないが、生産物の一部は品質について一定の評価を得ている。

## 名称
シュタイナーの死後、かれの理論づけた農法は、西洋近代の農法と区別するために「バイオダイナミック農法」（独：Biologisch-dynamische Landwirtschaft）と呼ばれるようになった。ナチス時代に活躍した指導者のひとりエアハルト・バルチェによる施肥の生物学的調整という側面に注目した「生物学的」という形容詞と、エルンスト・シュテーゲマンによるエーテル的力とアストラル的力の関係性をあらわす「ダイナミックな」という形容詞が冠されることがあったが、両人が妥協しあう形で「バイオダイナミック」という形容詞が使われるようなった。

## 世界観
シュタイナーは、眼に見える自然の背後には超自然の霊的世界が存在し、地球に由来する霊的なフォース（力）と宇宙に由来する霊的なフォースがあり、生物はこれを互いに放出・吸収しあっていると考えた。人類の霊的な成長、完璧な直観力の獲得は、霊的なフォース（力）に富んだ食料によって助けられるとし、化学肥料の使用で食料品の霊的品質が落ちると考え、人間の霊的発展のためにフォースを食料にいかに導くかを教えた。

## 背景
シュタイナーが提唱した当時は、ハーバー・ボッシュ法による窒素ガスと水素ガスからのアンモニア合成が始まった時期で、これは火薬の材料に用いられたが、第一次世界大戦が終了すると、無機の窒素肥料が工場で合成されるようになり、広く利用された。合成化学農薬の普及は化学肥料より少し遅い。農学者の西尾道徳は、シュタイナーは無機肥料や化学農薬による作物や食べ物の霊的な質の低下を憂慮したが、農薬の普及の時期もあり、農薬よりも無機化学肥料の影響を強く懸念していたようであると述べている。

## 農法としての特徴
有機栽培の一種であり、農薬と化学肥料を使わない。天体の動きとの調和、動物との共生、独自の調合剤の使用を特徴とする。

### 農業暦
月やその他の天体の動きが植物に与える作用を重視した農業暦を用いた栽培を行う。ただし、重視しているのは重力や放射線などの実際の力学的な作用ではなく、占星術などで培われた知識を元にした秘教的・非科学的なものである。太陰暦だけでなく、黄道十二宮や惑星の位置と関連させて決定される。

### 調合剤
シュタイナーは、499番からなるホメオパシーの延長として、500番から508番の9種類の調合剤（プレパラート）を考案した。なお材料はその地方でとれたものを使う。早稲田大学教授の子安美知子は、調合剤の利用は、あくまで「力」の伝播であって、「物質」の投入ではなく、これは人智学のすべての分野に共通する決定的な点であると述べている。
| 番号 | 調合剤                   | 使い方                                                   | 目的                     |
| ---- | ------------------------ | -------------------------------------------------------- | ------------------------ |
| 500  | 雌牛の糞                 | 雌牛の角に糞を詰て土の中に冬につくり、雨水で希釈し散布   | 根の強化                 |
| 501  | 水晶（長石・石英）の粉   | 砕いて雌の牛角に詰めて6ヶ月土中に埋め希釈し散布          | 葉に光を集める           |
| 502  | セイヨウノコギリソウの花 | アカシカの膀胱につめて一冬寝かし、夏にまく               | 硫黄の供給               |
| 503  | カモミールの花           | 秋に牛の小腸につめて、春にまく                           | 石灰分の供給窒素量を調整 |
| 504  | イラクサの腐葉土         | 乾燥させておいて、使う時に煎じる。いつでも利用してよい。 | 窒素と鉄分の供給         |
| 505  | オークの樹皮             | 樹皮を細かく砕き、牛か馬の頭蓋骨につめて一冬寝かせたもの | ー                       |
| 506  | タンポポの花             | 牛の腹膜につめて一冬越したもの                           | 珪酸の供給               |
| 507  | セイヨウカノコソウの花   | 絞った汁を発酵させたもの                                 | リンの供給               |
| 508  | スギナ                   | 陰干しして乾燥させ、煮出して使う                         | サビ病など病害を防ぐ     |

牛の角は、その中に詰めた材料にフォースを受け取り、濃縮する特別な力があるとされる。たくさんの胃袋を持つ牛は強力な消化力を持つが、そのエネルギーは角に阻害され体外に抜けることができず、角にエネルギーが集中しており、また角には宇宙のエネルギーを漏斗のように集める効果があるのだという。冬の地中では精神の世界とつながりあう生命活動が活発に行われるため、角に糞を詰めて冬に地中に埋めておくと、冬の間の高次の生命が角を通して牛糞に注がれる。冬に活発だった地中の生命がいなくなると鉱物の結晶力が強くなるため、水晶の粉を砕いて角に詰め春に地中に埋めると、夏中鉱物界の力が水晶に注がれ、しっとりと純化したものになるという。腐植調合剤は地球のフォースの含量を高め、水晶（シリカ）の調合剤は、光や熱とつながった宇宙のフォースの含量を高めるとされる。
調合剤を攪拌したものを畑にまくが、この水には調合剤の元の物質は何も残っておらず、調合剤に蓄えられた諸力が水に伝えられ、畑や野菜に作用するとされる。調合剤の攪拌作業は、独自の暦（カレンダー）によって宇宙と呼応する日を選んで行われるが、攪拌作業は水中に太陽系を生じさせ、しばらく動かしてからこれを壊す、という作業であり、これにより調合剤に蓄えられたフォースが水に伝えられるのだという。この水によって、土壌の力が強まり、宇宙の諸天体と大地の呼応関係が活発になると考えられている。

## 団体と品質認証の基準
バイオダイナミック農法を実践する生産者団体デメター（1924年設立）は、1946年に品質認証のための自主基準を作った。おそらくこれが、初めて作られた有機農産物の基準であるといわれている。デメターは基準を策定することで、加盟する農民に栽培の指針を示し、外部に対しては信用が落ちるような事態を防ぎ、品質を保証することで権益を守った。バイオダイナミック農法は、生産団体が自ら農法の研究、生産物の品質保守、販売のあっせん（デメターは商取引そのものは行わなかった）までを行うという形で広まっていったと考えられている。バイオダイナミック農法のグループは、デメター以外にも存在する。
1997年に19のグループがデメター・インターナショナル（Demeter International）を結成し、2015年時点でこの組織に登録されている農場数は4950、農地面積は約16万haで、ヨーロッパ、アメリカ、ブラジル、エジプト、ニュージーランド、インド、チリなどに多い。日本には生産者や加工業者はないが、3つの販売業者が登録されている。各国から18の認証団体が参加し世界的ネットワークが作られており、世界約40か国から認証された3500を超える商品が流通している。
デメターは1992年にバイオダイナミック農業の基準を定めており、農業生産、加工、ラベル表示、養蜂の4つの基準がある。農産物の認定には以下の条件を守る必要がある。（これ以外にも細かい条件がある）
1. 有機農業の認証を受ける：EUの「有機農業規則」および「有機農業実施規則」、アメリカの「1990年有機食品生産法」および「全米有機プログラム」(National Organic Program)、オーストラリアの「国定有機農業およびバイオダイナミック生産物規則」のいずれかの認証が必要とされる。
2. 占星術による作業日程調整や調合剤を使用する：シュタイナーの思想に基づき、黄道十二宮を巡る月の周期から播種などの時期を選定する占星術や、地球フォース（力）や宇宙フォースといったフォースを集める調合剤の使用が必須である。
3. EUの有機農業基準よりも厳しい家畜飼養密度や、肥料としての家畜ふん尿使用量の上限を守る：作物輪作にわたって平均して家畜ふん尿によって供給して良い窒素の最大量は、農場が自ら生産した飼料によって維持する動物によって生産される量を超えてはならず、農場の全面積当たり、最大1.4家畜ふん尿単位/haを超えることができないと規定している。ただし、例外条件がある。
4. 生物多様性を保護する：農場は生物多様性維持の誓約を提出し、農場と直接隣接地内の生物多様性の保護地が全農場面積の10%に達していない場合には、その達成プランをチェック機関に提出し、承認を受ける。[17]

## 産物

### 種子の供給
種苗の市場は、現在では少数の多国籍企業がほとんど独占し、扱われるのは短期間で育成された広域適応性のある新しい改良品種のハイブリッド種子である。各作物は少数の品種が栽培の大部分を占め画一化が進んでおり、農家が自分の播きたい種子を入手することが困難な状況すらある。有機農業ではハイブリッド種子は扱わず、放任受粉によって自家採種されたOP品種を用いる。ドイツでは伝統品種の育種、種子生産、流通においてバイオダイナミック農法が大きな役割を担っており、ヨーロッパで注目を集めている。種子会社、研究所、種子生産を行う農家グループがある。

### ワイン
シュタイナーはアルコールを忌避していたので、本来バイオダイナミック農法とワインは無関係であるが、有機栽培の変種としてバイオダイナミック農法で使われる調剤や農業暦を応用したぶどう栽培が行われている。またバイオダイナミック農法を実践しているとされているワイン農家のいくつかは、必要に応じてボルドー液などの農薬を使うことや農業暦に関しても柔軟に対応していることを明言している。
バイオダイナミック農法の認証は非常に厳格であるため、バイオダイナミック農法のブドウを使う醸造家の多くは、生産年によってブドウをどのように栽培するかを自由に選択したいという思いから、認証の申請を行わず、バイオダイナミック農法を利用していることをラベルに表示していない。コラムニストのデイヴィッド・コッボルドは、この農法を採用している生産者の中で経済的に成功しているのはごく少数であると述べている。

### 化粧品
日本で知られるバイオダイナミック農法の商品に、スイスに本社のある医薬品企業で、日本ではコスメティック・ブランドとして認知されているヴェレダ社の商品がある。バイオダイナミック農法で栽培された植物を原料として作られる。ファッション誌「VOGUE」はヴェレダ等のバイオダイナミック農法で栽培された植物を使った製品を「シュタイナーコスメ」と名付け、シュタイナーが提唱したロハスな思想が信頼できるオーガニックコスメの礎となっていると紹介している。（「ロハス」は現代のマーケティング概念で、シュタイナーの時代には存在しない。）

## 批判・論争
畑中の微生物の多様性や数について、農薬を使わない分たしかに農薬を使っている畑に比べて多いが、他の有機栽培に比べて、調剤や太陰暦を用いたバイオダイナミック農法が特に優れている証拠は全くない。ドメーヌの当主であるロランス・ファレルは、「有機農法との対比でバイオダイナミック農法の特別な貢献を評価することは難しい」と述べている。
シュタイナーは霊的向上のための食料の生産に注目したが、環境上の懸念や自然の保全、生産物の生化学的品質の低下は眼中になく、土壌の環境問題については特に指示はなかった。
シュタイナーの超自然的世界観は、自然科学とは合致しない。また、調合剤について「カリウムとカルシウムが窒素に変換される」と説明しているが、これは正しい理解ではなく、シュタイナーの自然科学についての理解には誤りも多いと指摘されている。
バイオダイナミック農法では、ホメオパシー療法のような物質を独自の暦に従って土壌へ加えることで、土壌の改良を目指す。しかし、この方法には限界があり、熱帯地域のアレノソル（新しい砂丘、海岸の砂など未熟な砂質土壌）のような、微量元素の少ない土壌、pHが高いなどの理由で植物が利用可能な微量元素に乏しい土壌の場合、植物の成長にこれらの元素が不足するため、植物から栄養を摂取している人間を含む動物は元素が不足する。
バイオダイナミック農法の実践者には、シュタイナーの思想やシュタイナー自身を信奉している人もいれば、必ずしもその思想を受け入れていない人、思想には頓着しない人もいる。シュタイナーの教えを厳密に実践している人も、一部を取り入れているだけの人もいる。
デイヴィッド・コッボルドは、バイオダイナミック農法で作られたワインについて語る際に、ホメオパシーを応用して得られたと思われる“恵み”と、土を耕すといった実際に増大した手のかかる作業による“恵み”を切り離すことはほとんど不可能であり、ブドウ栽培という複雑なプロセスにおいて結果を厳密な価値量として見極めることは非常に困難であると指摘している。この農法の“活性化”という部分は、科学というより秘儀といったほうが良いものであるが、有効性の根拠はともかく、成果は生産されたワインに表れており、バイオダイナミック農法が有機農法以上のものでないとしても、ブドウ栽培について考える良いきっかけにはなると述べている。

### アルバート・ハワードによる批判
シュタイナーのバイオダイナミック農法と双璧をなす初期有機農業の源流アルバート・ハワード（1873 – 1947年）は、インドで農業研究に携わるうちに化学肥料中心の西洋の近代農学に疑問を持ち、現地の農業を研究し、インド、中国や日本の伝統的な農法をヒントに「インドール方式」という農法を作り上げた。彼は西洋の近代農法を批判したが、同時にシュタイナーのバイオダイナミック農法も批判している。シュタイナーは、人糞尿の肥料としての利用を「肥料としてごくわずかな効果しかない」「人糞尿で育った植物には、人糞尿の段階のままでとどまっているものが含まれる」という漠然とした説明で、「できる限り用いないほうが良い」としており、シュタイナーの門弟たちは「人間の排泄物の施用は有害である」としていた。ハワードはこの点を批判し、「ルドルフ・シュタイナーの門弟たちが、自然の諸法則を本当に解明し、彼ら理論の価値を実証する実例を提示できたとは考えられない」と述べた。
また、バイオダイナミック農業の肥料の配合方法は秘儀的な要素が強く、農法の伝承も人智学徒以外に必ずしも開かれているとはいえないが、ハワードはこの点も批判している。ハワードは著書で、バイオダイナミック農業の名を明示はしないが、明らかにわかる形で次のように述べている。インドール式には何の秘密もなく、秘法的知識に基づいたり健康と幸福が促進されると主張する「糞と魔法の混合」とでもいうべき農法のような主張は一切しない、インドール式は単に自然の土の中で行われていることの模倣である、と述べている。
シュタイナー自身は、講演会における「どのような人間が作業をするのかということは、意味を持つのでしょうか。それとも誰でも作業をしていいのでしょうか。作業をするのは、人智学的なものに関心のある人でなくてはならないのでしょうか」という聴衆からの問いに、次のように答えている。
藤原辰史は、ここでシュタイナーは精神修行を行った人智学徒に限るとしているわけではないが、自らの農法を伝える相手を厳しく制限することを望んでいたことは間違いないと述べている。シュタイナーが一方的に教えるという関係は揺らぎないものであり、「授ける側」－「授けられる側」という権威的な構図が固定しており、聴衆が問いシュタイナーが答えるという形しかなかった。ハワードは、インドール式はバイオダイナミック農法と違い、明快で開かれた農法であると自負していた。

### ナチス支配下でのバイオダイナミック農法
ナチス時代、生産量の低さからバイオダイナミック農法は公的には禁止されたが、ハインリヒ・ヒムラーやリヒャルト・ヴァルター・ダレなどナチスの支持者によって実質的に研究や実践が続けられ、実践者の側からもナチスへの歩み寄りが図られ、バイオダイナミック農法の秘儀的性格からの脱却がもたらされた。東方占領地では入植ドイツ人によって行われ、ヒムラーは強制収容所で囚人の強制労働によるバイオダイナミック農法の菜園を経営した。藤原辰史は、ナチス支配下のドイツでバイオダイナミック農法がナチス農本思想と「混淆」し、「変容」を遂げていく過程を検証し、「人間非中心主義」が「他民族との共生」を拒む凶器と化すという「自然との共生」がはらむ暴力性を具体的に論じた。ルドルフ・ヘスはナチスがシュタイナーの人智学を禁止した後もBD農法全国連盟の活動を守ろうとし、ダレは戦後、バイオダイナミック施肥法の闘士となった。

## 外部サイト
- NPO法人 日本バイオダイナミック協会